# Rabdophaga timberlakei
Rabdophaga timberlakei är en tvåvingeart som först beskrevs av Ephraim Porter Felt 1916.  Rabdophaga timberlakei ingår i släktet Rabdophaga och familjen gallmyggor.
Artens utbredningsområde är Utah. Inga underarter finns listade i Catalogue of Life.